# روبرتو مونيوث
روبرتو مونيوث هو منتج أفلام وكاتب سيناريو كندي، ولد في 22 أغسطس 1951 في Unterensingen ‏ في ألمانيا.

## وصلات خارجية
- روبرتو مونيوث على موقع IMDb (الإنجليزية)
- روبرتو مونيوث على موقع أول موفي (الإنجليزية)
- روبرتو مونيوث على موقع قاعدة بيانات الفيلم (الإنجليزية)
- روبرتو مونيوث على موقع كينوبويسك (الروسية)